# Пады (станция)
Пады — железнодорожная станция в Балашовском районе Саратовской области в составе сельского поселения  Октябрьское муниципальное образование.

## География
Находится на расстоянии примерно 20 километров по прямой на север от районного центра города Балашов.

## История
Основана в начале XVIII века.  

## Население
Постоянное население составляло 156 чел.(94% русские) в 2002 году, 119 в 2010.

## Инфраструктура
Станция Юго-Восточной железной дороги.